# Firebirds de Philadelphie
Les Firebirds de Philadelphie sont une franchise professionnelle de hockey sur glace ayant évolué dans la North American Hockey League puis dans la Ligue américaine de hockey et qui a existé de 1974 à 1980.

## Histoire

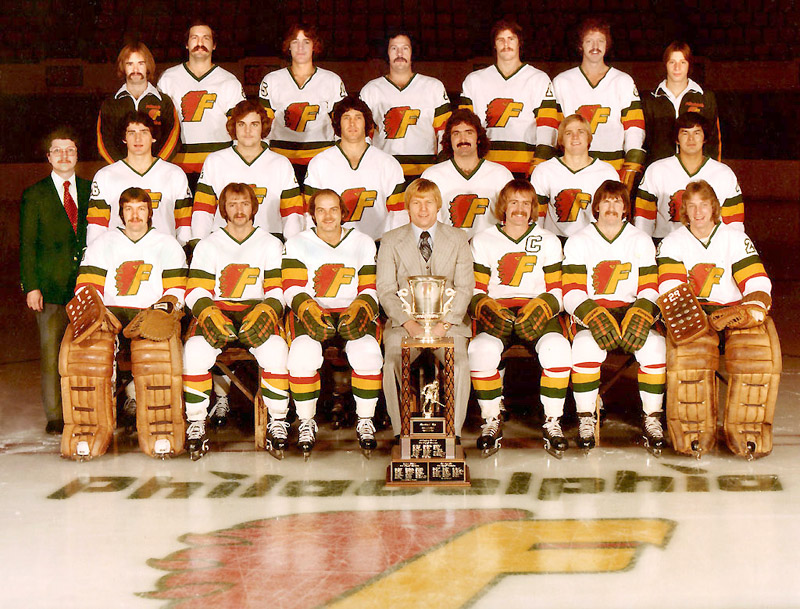
L'équipe en 1976-77.

Créée en NAHL en 1974, la franchise remporte la coupe Lockart du vainqueur des séries éliminatoires en 1976. Lorsque la NAHL disparaît en 1977, l'équipe rejoint la LAH où elle joue pendant deux saisons. En 1979, elle est déménagée à Syracuse où elle prend le nom de Firebirds de Syracuse pendant une année avant de cesser ses activités à l'issue de la saison 1979-1980.

## Statistiques
| Saison    | Ligue | PJ | V  | D  | N  | Pts | BP  | BC  | Classement Final | Séries éliminatoires, |
| --------- | ----- | -- | -- | -- | -- | --- | --- | --- | ---------------- | --------------------- |
| 1974-1975 | NAHL  | 74 | 40 | 31 | 3  | 83  | 311 | 288 | 2e NAHL          | Éliminés en 1re ronde |
| 1975-1976 | NAHL  | 74 | 45 | 29 | 0  | 90  | 373 | 319 | 2e West          | Vainqueurs            |
| 1976-1977 | NAHL  | 74 | 38 | 33 | 3  | 79  | 319 | 294 | 4e NAHL          | Éliminés en 1re ronde |
| 1977-1978 | LAH   | 81 | 35 | 35 | 11 | 81  | 294 | 290 | 3e South         | Éliminés en 1re ronde |
| 1978-1979 | LAH   | 80 | 23 | 49 | 8  | 54  | 230 | 347 | 5e South         | Non qualifiés         |
| 1979-1980 | LAH   | 80 | 31 | 42 | 7  | 69  | 303 | 364 | 3e South         | Éliminés en 1re ronde |

## Entraîneurs
- Gregg Pilling (1974-1977)
- Danny Belisle (1977-1978)
- Bep Guidolin (1978-1979)
- Michel Parizeau (1979-1980)